# 1983 en Grèce
Chronologie de la Grèce
- 1979
- 1980
- 1981
- 1982
- 1983
- 1984
- 1985
- 1986
- 1987

Cette page concerne les évènements survenus en 1983 en Grèce  :

## Évènements
- 1er juillet-31 décembre : Présidence grecque du Conseil des Communautés européennes.

## Cinéma - Sortie de film
- 3-9 octobre : Festival du cinéma grec
- Athènes, retour sur l'Acropole
- Passage souterrain
- Rebétiko
- Tendre Gang
- Voyage à Cythère

## Sport
- 25 mai : Organisation de la finale de la Coupe des clubs champions européens à Athènes.
- Coupe de Grèce de football (1982-1983) (en)
- Coupe de Grèce de football (1983-1984) (en)
- Championnat de Grèce de football 1982-1983
- Championnat de Grèce de football 1983-1984
- Création de club : Koroivos B.C. (en) (basket), Haravgi Larissa F.C. (en), E.A. Rethymniakou (en) (football).
- Création du Spartathlon (Ultrafond).

## Création
- ARCHELON, la société grecque de protection des tortues marines (en)
- Centre national pour l'administration publique et le gouvernement local (en)
- Fondation Deste (en)
- Fondation pour la recherche et la technologie - Hellas (en)
- Institut d'éducation technologique de Crète (en)
- Institut d'éducation technologique de Macédoine centrale (en)
- Institut d'éducation technologique de Thessalie (en)
- Centre d'histoire de Thessalonique (en)

## Naissance
- Iouliétta Boukouvála, judokate.
- Ioánnis Bouroúsis, basketteur.
- Dimítrios Charitópoulos, basketteur.
- Ioánnis Chrístou, rameur.
- Fílippos Dárlas, footballeur.
- Kóstas Kaïmakóglou, basketteur.
- Stylianí Kaltsídou, basketteuse.
- Pantelís Kapetános, footballeur.
- Evángelos Mántzios, footballeur.
- Vlásios Máras, gymnaste.
- Cháris Pappás, footballeur.
- Athanasía Pérra, athlète (triple saut).
- Geórgios Psychoyiós, personnalité politique.
- Níkos Spyrópoulos, footballeur.
- Geórgios Téntsos, cycliste.
- Níkos Zísis, basketteur.

## Décès
- Níkos Milióris, écrivain grec.